# Entanoneura sinica
Entanoneura sinica är en insektsart som beskrevs av C.-k. Yang 1999. Entanoneura sinica ingår i släktet Entanoneura och familjen fångsländor. Inga underarter finns listade i Catalogue of Life.